# 镇江市图书馆
镇江市图书馆是镇江市立图书馆，为中华人民共和国国家一级图书馆、全国古籍重点保护单位。位于中国江苏省镇江市京口区解放路17号，滨河公园北侧。前身为1931年秋开始筹建、1933年3月对外开放的江苏省立镇江图书馆，抗日战争前该馆藏书曾达10万余册。1949年改名苏南镇江图书馆，1957年改作现名。现馆舍共16000平方米，含两层的旧馆、四层的借阅大楼和七层的典藏大楼及三层辅楼。藏书118万册，以地方志、中医药和民国文献为特色。
该馆馆舍最初在太平桥原国民党江苏省党部，1935年在中正路（今解放路）南端建新馆大楼。建筑坐西朝东，主体部分（阅览室及办公室等）两层，中部书库部分三层，以钢筋水泥耐火砖砌成，门额之上有傅增湘所题写的匾额。

## 图集
- 东面远景
- 东面近景
- 东面近景
- 东面侧视
- 匾额
- 门厅吊灯